# Джаз
Джаз (англ. jazz) — вид музичного мистецтва, що виник на межі XIX—XX століття в США серед пригнобленого, безправного афроамериканського населення, серед нащадків рабів, насильно вивезених зі своєї батьківщини та отримав згодом певне поширення. Характерними рисами музичної мови джазу спочатку стали імпровізація, поліритмія, заснована на синкопованих ритмах, і унікальний комплекс прийомів виконання ритмічної фактури — свінг. Як і реггі з репом традиційно вважається «музикою афроамериканців».

## Походження терміна
Слово «jazz» (можливо, походить від фр. chasser — полювати) у креолів означало полювання, а також хвилювання, збудження. В 1860-ті в північноамериканській літературній мові з'являється слово «jasm», що означає піднесення, натхнення. Невдовзі йому на зміну приходить слово «jass», а також аналогічне дієслово, що означало, «ловити», «збуджуватись» тощо. Все частіше починають використовуватись звороти «jazz around» (блукати, мандрувати) і «jazz up» (впадати у веселий стан). Як музичний термін, слово «jazz» вперше з'явилося 1915 року у зв'язку з білим оркестром, що грав у новоорлеанському стилі, пізніше — в назві новоорлеанського оркестру Тома Брауна — «Том Браун Діксіленд Джаз Бенд», після чого термін «джаз» швидко поширюється в Північній Америці, а згодом і по всьому світу.

## Витоки джазу
Джаз виник як поєднання декількох музичних культур і національних традицій. Спочатку він прибув з африканських земель. Для будь-якої африканської музики характерний дуже складний ритм, музика завжди супроводжується танцями, які представляють собою швидке притупування і плескання. На цій основі в кінці XIX століття склався ще один музичний жанр — реґтайм. Згодом ритми регтайму в поєднанні з елементами блюзу дали початок новому музичному напрямку — джазу.
Витоки джазу пов'язані з блюзом. Він виник в кінці XIX століття як злиття африканських ритмів і європейської гармонії, але витоки його слід шукати з моменту завезення рабів з Африки на територію Нового Світу. Привезені раби не були вихідцями з одного роду і зазвичай навіть не розуміли один одного. Необхідність консолідації привела до об'єднання безлічі культур і, як наслідок — до створення єдиної культури (в тому числі і музичної) афроамериканців. Процеси змішування африканської музичної культури, і європейської (яка теж зазнала серйозних змін в Новому Світі) відбувалися починаючи з XVIII століття і в XIX столітті привели до виникнення «протоджаз», а потім і джазу в загальноприйнятому розумінні.
Джазовий дослідник Маршалл Стернс (1908—1966) в книзі «Історія джазу» характеризує джаз як синтез «білої» та «чорної» музичної культури:
| «Передусім, де б ви не почули джаз, його завжди значно легше впізнати, ніж описати словами. Але й в найпершому наближенні ми можемо визначити джаз як напівімпровізаційну музику, що виникла в результаті 300-річного змішування на північноамериканській землі двох великих музичних традицій — західноєвропейської та західноафриканської, тобто фактичного злиття білої та чорної культури. І хоча в музичному відношенні переважаючу роль тут зіграла європейська традиція, але ті ритмічні якості, які зробили джаз настільки характерною, незвичайною і легко впізнаваною музикою, безсумнівно, ведуть своє походження з Африки. Тому головними складовими цієї музики є європейська гармонія, євро-африканська мелодія та африканський ритм». |

Дослідник виділяє 6 принципових джерел синтезу джазу:
1. Ритми Західної Африки;
2. Робітничі пісні (work songs, field hollers);
3. Релігійні пісні (spirituals);
4. Світські пісні (blues);
5. Американська народна музика минулих століть;
6. Музика менестрелів та вуличних духових оркестрів.

### Афро-американські робітничі пісні
Співали на плантаціях, на будівництвах, в портах і т. д. Характерними рисами цих пісень, що були успадковані джазом, є:
- Структура антифону (лідер заспівує, хор відповідає);
- Використання блюзового звукоряду;
- енергійна, крикоподібна манера співу (шаут);

### Духовна музика
Важливу роль в формуванні афро-американської музики відіграв процес обернення в християнську віру привезених з Африки рабів. Вони не заперечували християнство, вбачаючи в ньому надію на звільнення. Музика, що звучала в церквах для афроамериканців, несла в собі риси канонічних європейських церковних пісноспівів та різних елементів язичницьких культів, що прийшли з їх історичної батьківщини. Ступінь проникнення естетичних та музичних елементів африканського походження в храмову музику залежала від різновиду християнства і був більшим в католицизмі, який ставився до язичницьких традицій більш лояльно, та меншою в протестантизмі.
Духовні піснеспіви північноамериканських афроамериканців, так звані «спірічуелс», виникли в США вже у 2-й половині 18-го століття. Їхнім першоджерелом були релігійні гімни і псалми, завезені в Америку білими переселенцями та місіонерами. Спірічуелс поєднує в собі традиції африканського виконавства (колективна імпровізація, характерна ритміка глісандо, нетемперовані акорди, особлива емоційність) зі стилістичними рисами пуританських гімнів. Водночас вони меншою мірою були африканськими та більшою — європейськими, ніж решта афро-американської музики. Вони стали першим і найвиразнішим засобом, завдяки якому весь світ познайомився з африканською музикою.

### Блюз
Блюз є представником світського музикування афроамериканців, що з'явився задовго до джазу. Саме слово «blue» багатозначне і розшифровується, як «блакитний», «сумний», «смутний», «меланхолійний» та ін. Ця багатозначність властива довгим протяжним пісням, текст яких завжди містить певну недомовку та неоднозначну емоційність- смуток часто йде поруч з гумором, чистота з вульгарністю тощо.
Характерні музичні риси блюзу:
- використання нетемперованих звуків — blue notes — знижені 3-й, 5-й та 7-й ступені мажорного ладу, походження яких пов'язують із зверненням музикантів до широко розповсюджених в африканській музиці пентатонічних ладів.
- форма блюзу складається з трьох фраз по 4 такти в кожній (ААВ), що становлять 12-тактовий період, заснований на принципі антифону по горизонталі та по вертикалі, що проявляється як в мелодії, так і в тексті. Така трьохчастинна структура блюзу вельми специфічна, та не має аналогів у англійській літературі.
- Гармонія блюзу чітко фіксована: перші 4 такти — на тоніці, наступні по 2 — на субдомінанті й тоніці та останні по 2 — на субдомінанті й тоніці та на домінанті й тоніці в розмірі 4/4 (Т-Т-Т-Т—S-S-T-T—D-S-T-T).

### Театр менестрелів
Музичний театр менестрелів — ще одне з важливих джерел походження джазу. Білих плантаторів надзвичайно тішила манера рабів ходити, одягатися, співати, танцювати тощо. На початку 19-го століття з'явилися перші білі артисти, які намагались пародіювати їхню культуру на потіху білим. Такі пародійні виступи отримали назву «minstrel show», за аналогією з менестрелями середньовічної Європи. Найбільшої популярності такий театр досягав з 1840 по 1910 рр. Найяскравіші артисти цього жанру — Томас Райс (1808—1860), Вільям Генрі Лейн («Юба»)(1825—1862), Деніель Декатур Емметт (1815—1904) і т. д.
«Мінстрел шоу» стало гарною школою для багатьох ранніх джазменів. В оркестрах, що супроводжували виступи менестрелів, брали участь чимало відомих пізніше джазових музикантів — У. К. Хенді, Джек «Татко» Лейн, Джеллі Ролл Мортон, Джеймс П. Джонсон, Кларенс Вільямс, Банк Джонсон і т. д.

### Регтайм
Регтайм — ще один специфічний жанр афро-американського музикування, що склався до кінця 19 століття. Слово означає «рваний» або «розірваний час», конкретно термін «rag» означає звуки, що з'являються між долями такту (характерне синкоповування мелодичної лінії на четвертих і восьмих долях такту на базі рівного акомпанементу).
Джерелом регтайму стала творчість провінційних афроамериканців — піаністів. З переміщенням до столиці регтайм втрачає імпровізаційну сутність і стає жанром композиторської музики. Поступово регтайми виконують не тільки на фортепіано, але й невеликими інструментальними ансамблями (бендами). Серед найпопулярніших композиторів, що писали регтайми — Скотт Джоплін (Scott Joplin), а також Джеймс Скотт (James Scott), Джозеф Лемб (Josef Lamb). Значний вплив європейської професійної музики робить регтайм приналежністю, так званої, «прохолодної сторони» джазу, на відміну від «гарячого» джазу, що більше тяжіє до афро-американських музичних витоків.

## Історія розвитку джазу

### Новоорлеанський період
Відправною точкою розвитку джазу вважається Новоорлеанський джаз — мистецтво, що розвивалося у Новому Орлеані на початку XX століття. Його попередником був Архаїчний джаз. Терміном «новоорлеанський джаз» окреслюється як хронологічний період, що охоплює період приблизно від початку 1900-х до кінця 1910-х, так і характерний музичний стиль, який вважається історично першим джазовим стилем.
Поява цього стилю саме в Новому Орлеані пояснюється калейдоскопічною культурою цього міста, що мало велике значення як морський порт і важливий торговий центр, це місто приваблювало людей різних національностей і соціальних прошарків, поряд із білими тут жили креоли і афроамериканці, діалог їх культур і утворив доволі специфічну атмосферу цього міста.
Виділяють три джерела, три складові частини, звідки розвивався джаз:
1. спірічуел і госпелз — духовні співи;
2. блюз — розважальна музика, яка виконувалась бродячими виконавцями;
3. регтайм — фортепіанна танцювальна музика.

Для Новоорлеанського джазу характерна колективна імпровізація, де головну партію виконує корнет на тлі басової лінії тромбона, а кларнет «обвиває» їхніми орнаментальними переплетеннями. У такий спосіб виникає своєрідна поліфонія. Сольні інструменти протистоять ритмічній групі: банджо, тубі й ударним. Гармонічна мова Новоорлеанського джазу проста і використовує, головним чином, тризвуки.
Серед провідних джазменів Нового Орлеану — Джо «Кінг» Олівер, Луї Армстронг, Кід Орі. В новому Орлеані сформувалися перші діксіленди — великі джазові ансамблі, серед яких особливе місце займає ансамбль Original Dixieland Jass Band, який у 1917 році здійснив перший джазовий звукозапис.
1917 року із вступом США у Першу світову війну Новий Орлеан було оголошено військовим портом, через що заклади розваг закривалися і джазові музиканти були вимушені покидати це місто. Центр джазової культури переміщується у Чикаго.

### 1920-ті— ера діксіленду
Невдовзі після початку XX століття бідні білі та креоли з дельти Міссісіпі почали цікавитися Hot, і їхній вплив призвів до деяких змін у грі новоорлеанських гуртів: імпровізації набули подальшого розвитку, темпи прискорилися, а ритмічні структури стали менш «африканськими». Новий стиль був «менш експресивним, але з більшими технічними можливостями», з більш відшліфованими мелодіями та «чистими» гармоніями. Крім того, були введені фортепіано та саксофон, а також розроблено нові інструментальні прийоми, наприклад, стиль тромбоністів tailgate.
У ранній період його основними постатями були барабанник Папа Джек Лейн, якого вважають «батьком диксиленду»; трубач Нік Ла Рокка та його Original Dixieland Jass Band; Луїзіанська п'ятірка Антона Лади; тромбоніст Едвард «Кід» Орі ; або «Королі ритму Нового Орлеана» корнетиста Пола Мареса. У 1940-х роках диксиленд пережив потужне відродження, коли такі групи, як Dukes of Dixieland братів Френка та Фреда Ассунто, домоглися світового успіху, і навіть сьогодні існують гурти з такими назвами, як Tuxedo Jass Band або Onward Jazz Band.

### 1930-ті. Свінг

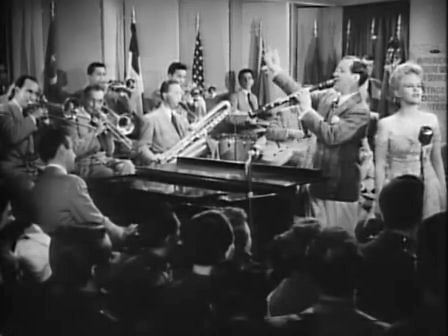
Біг-бенд Бенні Гудмен зі співачкою Пеггі Лі, 1943 рік.

В останній третині 1920-х років двобітові стилі вичерпали свої можливості для розвитку, тоді як у Нью-Йорку розвивався новий спосіб створення джазу, який закріпився переважно в результаті масової міграції музикантів із Чикаго до «міста хмарочосів». Гурти Флетчера Хендерсона, Дюка Еллінгтона, Джиммі Лансфорда та Чіка Вебба задали курс цьому новому стилю, основною характеристикою якого стало формування великих оркестрів — біг-бендів.
Крім того, вони внесли нові елементи стосовно гарячої традиції: перетворення двотактних ритмів на регулярні ритми з чотирма ритмічними акцентами на такт; використання рифу як засобу напруги, короткої фрази, що повторюється з фінальним крещендо; переважання мелодійних пасажів, зіграних прямо, тобто за партитурою; розширення феномену «соліста»; переоцінка блюзу тощо. Цей процес розвивався не лише в Нью-Йорку, адже і в інших місцях, наприклад, у Канзас-Сіті, подібна еволюція відбулася у біг-бендах Бенні Мотена чи Каунта Бейсі.
Стиль отримав свою назву від однієї з характерних рис нью -джазу - свінгу як ритмічного елементу. Це була комерційна операція агентів Бенні Гудмена, який очолював одну з найпопулярніших груп того часу, назвавши його «Королем свінгу». Це змусило публіку, а також багатьох критиків повірити, що свінг — це музика, яку виконував цей гурт, і назва була закріплена.
Деякі гурти того часу досягли величезного успіху в популярності та продажах, створивши комерційний підстиль, який в кінцевому підсумку обтяжив можливості розвитку свінгу : Арті Шоу, Гаррі Джеймс, Гленн Міллер, Томмі Дорсі … Однак не всі з них пішли цим шляхом, і деякі з них заклали основи для великих концептуальних змін у джазі в 1940-х роках: Вуді Герман, Стен Кентон, Лайонел Гемптон і Джей МакШенн. У деяких випадках регіональні сцени розвивалися з великою перспективою і яскраво вираженою індивідуальністю, як у випадку вестерного свінгу (який об'єднав музику народного походження) і, в Європі, так званого джазового манушу, який пропагував Джанго Рейнхардт.
Свінг також був стилем, багатим на чудових імпровізаторів, багато з яких встановили справжні стандарти гри на своїх інструментах: Коулмен Хокінс, Арт Татум, Чу Беррі, Джин Крупа, Тедді Вілсон, Фетс Воллер, Джонні Ходжес, Бенні Картер, Рекс Стюарт, Гаррі Едісон та багато інших. Водночас це був стиль, який сприяв просуванню співаків, особливо співачок: Елли Фіцджеральд, Айві Андерсон (яка залишалася в групі Еллінгтона майже дванадцять років, починаючи з 1932 року), Біллі Холідей, Джун Крісті, Аніти О' Дей, Лена Хорн або Пеггі Лі. Деякі з цих інструменталістів відіграли вирішальну роль у процесі еволюції, від свінгу до бібопу та кулу, зокрема трубач Рой Елдрідж і саксофоніст Лестер Янг.

## Третій потік
У 1957 році американський композитор Гюнтер Шуллер запропонував термін «третій потік» (англ. third stream) на позначення синтезу джазу й класичної музики. Серед прикладів такого поєднання — музичні твори Чарльза Мінгуса, Кшиштофа Пендерецкі, Миколи Капустіна, Кобі Арада.

## Розвиток джазу в Європі
Перед Другою світовою війною в Європі з'явилися власні майстри джазу, серед яких можна відзначити, наприклад Джанго Рейнхардта, як такого, що згодом справив суттєвий вплив і на розвиток джазу в Америці (США).

## Українські джазові ансамблі та композитори
- «Ритм»
- «Медікус»
- «Cherkasy Jazz Quintet»[7]
- Неоніла Лагодюк

## Джазові стилі
- Свінг
- Бі-боп
- Кул-джаз
- Хард-боп
- Modal jazz
- Free jazz
- Джаз-рок
- Acid-jazz
- Smooth jazz
- Nu jazz
- Latin jazz
- Marching jazz
- New Orleans
- Progressive jazz
- Регтайм

## Проблеми джазової теорії
На сьогоднішній день теорія джазової музики розвинена значно слабше, ніж теорія академічної музики, чому знаходять різні пояснення:
- Дуже швидкий розвиток джазу, що зробив величезний еволюційний шлях протягом 100 років свого існування.
- складностями опанування неєвропейськими формами музики для європейського академічного музикознавства.
- поширеним серед музикознавчої еліти ставленням до джазу, як до «несерйозної» музики.

## Афоризми, цитати про джаз
- Джаз — це не стиль, а настрій.
- Хочеш, давай слухати джаз — він знає більше від нас. (Святослав Вакарчук, пісня «Йду на дно» з альбому «Там, де нас нема» (1998))

## Фільм
«Джаз» (режистер Кен Бернс) — десятисерійний документальний фільм про історію джазу, який вперше був показаний по телебаченню в США на каналі PBS у 2001 році. (Він має хронологічну структуру і містить 75 інтерв'ю з ключовими фігурами музичного жанру, 2400 фотографій, понад 2000 історичних відеокліпів та понад 500 музичних творів).